# Luciogobius dormitoris
Luciogobius dormitoris är en fiskart som beskrevs av Shiogaki och Dotsu, 1976. Luciogobius dormitoris ingår i släktet Luciogobius och familjen smörbultsfiskar. Inga underarter finns listade i Catalogue of Life.